# Rockeskyll

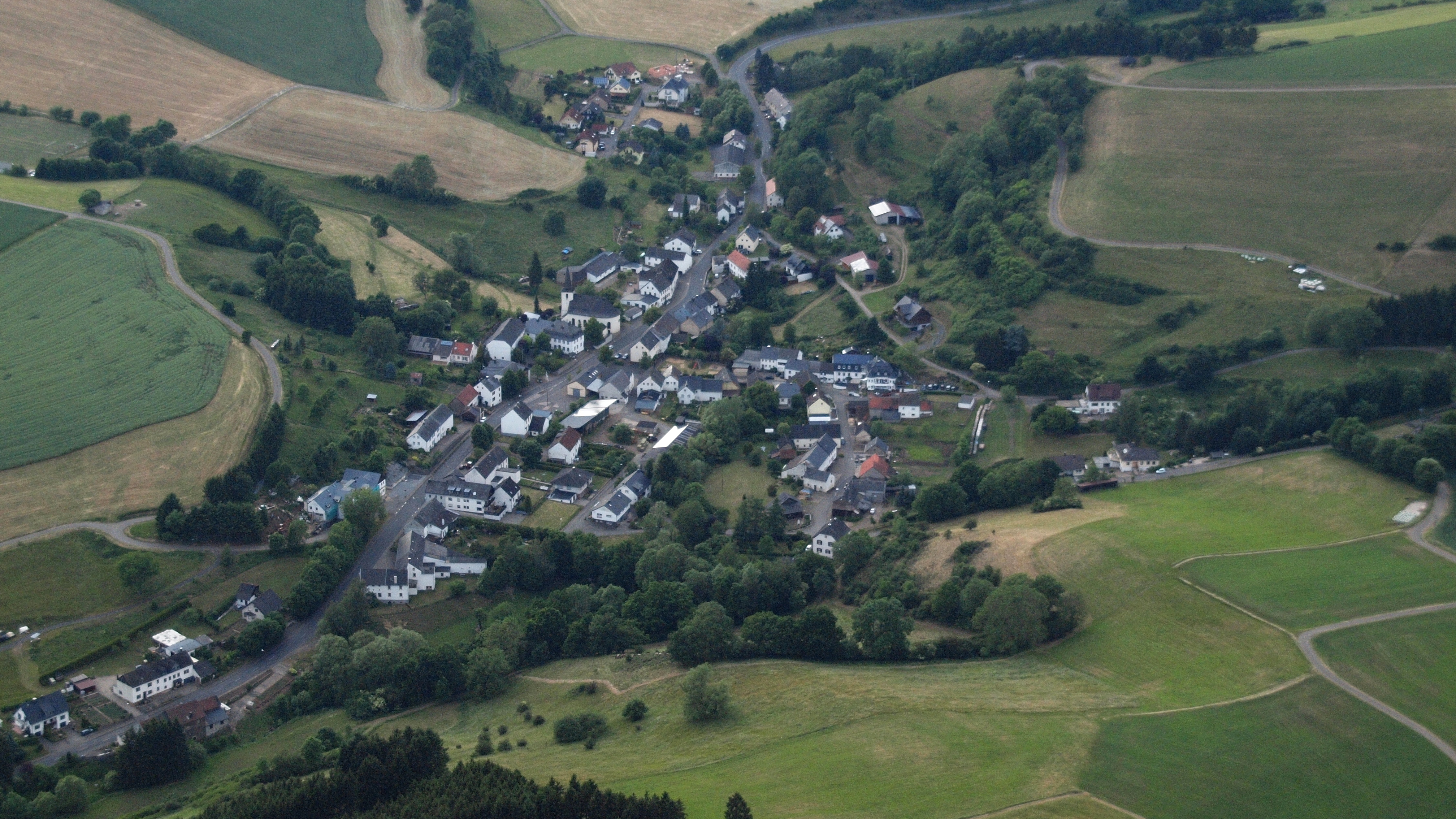
Rockeskyll, Luftaufnahme (2015)

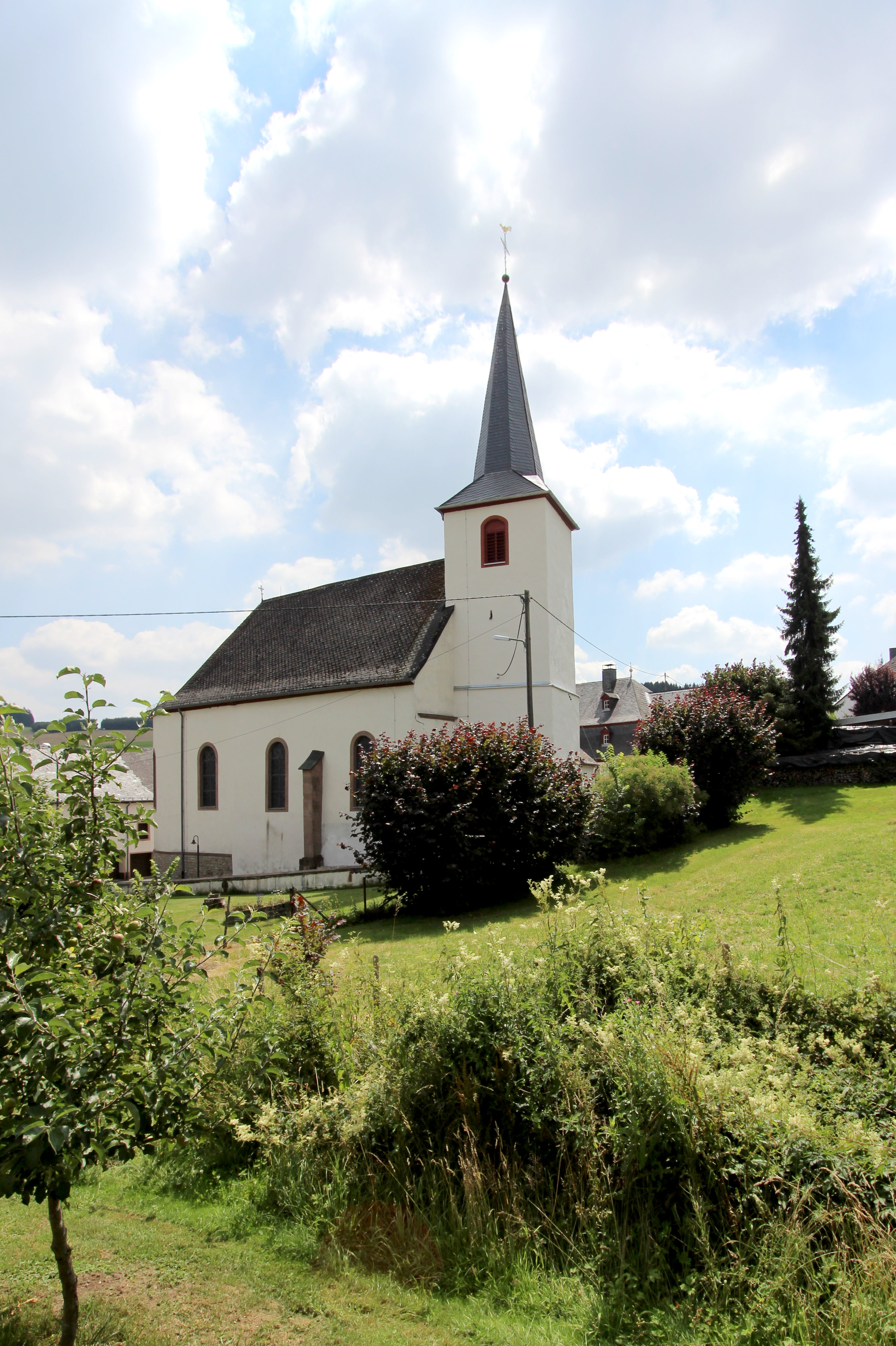
Kirche St. Bartholomäus von 1511

Rockeskyll in der Eifel ist eine Ortsgemeinde im Landkreis Vulkaneifel in Rheinland-Pfalz. Sie gehört der Verbandsgemeinde Gerolstein an.

## Geographische Lage
Rockeskyll liegt in der Osteifel im Naturpark Vulkaneifel. Etwa 4,5 Kilometer südsüdwestlich befindet sich die Kernstadt von Gerolstein, 4 km nordnordwestlich jene von Hillesheim und 11,5 km (jeweils Luftlinie) südöstlich jene der Kreisstadt Daun. Westlich der Ortschaft erhebt sich der 554,6 m hohe Rockeskyller Kopf, ein erloschener Strato- oder Schichtvulkan. Durch das Dorf fließt der Kaulbach als rechter Quellbach des Hangelsbachs, der in die südwestlich verlaufende Kyll mündet. Im Westen der Gemarkung von Rockeskyll liegen Teile des Landschaftsschutzgebiets Gerolstein und Umgebung.

## Geschichte
Es gab steinzeitliche Besiedlungsspuren auf der Flur „Kuhweide“ an der Kyller Höhe.
Die Gegend um Rockeskyll war ausweislich von Funden schon in der Römerzeit und der Keltenzeit besiedelt.
Eine Urkunde des Kaisers Heinrich IV. aus dem Jahre 1098, in der er dem Trierer Stift St. Simeon seine Besitzungen bestätigt, wurde neben anderen Ortschaften auch 'kila' erwähnt. Dieses 'kila', wie auch ein bereits 1084 urkundlich erwähntes 'kila', ist nach Auffassung regionaler Heimatforscher mit hoher Wahrscheinlichkeit das heutige Rockeskyll. Der Historiker Heinrich Beyer ordnete die Urkunde aus dem Jahre 1098 dem Ort Stadtkyll zu.
Seit dem 15. Jahrhundert hatte Rockeskyll Marktrecht. Die letzten Vieh- und Krammärkte wurden in den 1920er Jahren abgehalten. An den Marktplatz erinnern heute noch zwei als Naturdenkmal ausgewiesene Eichen, die im Süden des Dorfes stehen.
Bis zum Ende des 18. Jahrhunderts gehörte Rockeskyll zum Amt Daun im Kurfürstentum Trier.
Nach der Annexion des Linken Rheinufers im Ersten Koalitionskrieg (1794) gehörte Rockeskyll von 1798 an zum Kanton Gerolstein im Arrondissement de Prüm, das zum Saardepartement gehörte. Rockeskyll wurde Sitz einer Mairie. Zur Mairie Rockeskyll gehörten die Orte: Rockeskyll, Berlingen, Betteldorf, Bewingen, Essingen, Gees, Hinterweiler, Hohenfels, Pelm und Roth. Aufgrund der auf dem Wiener Kongress (1815) getroffenen Vereinbarungen kam u. a. der Eifeler Teil des Saardepartements zum Königreich Preußen. Unter der preußischen Verwaltung wurde Rockeskyll Sitz einer Bürgermeisterei, die bezüglich der zugeordneten Gemeinden denselben Umfang hatte wie die vorherige Mairie. Die Bürgermeisterei Rockeskyll gehörte zum Kreis Daun im Regierungsbezirk Trier und von 1822 an zur Rheinprovinz. Seit 1946 gehört Rockeskyll zum damals neu gebildeten Land Rheinland-Pfalz und seit dem 7. November 1970 der Verbandsgemeinde Gerolstein an.
Bevölkerungsentwicklung
Die Entwicklung der Einwohnerzahl von Rockeskyll, die Werte von 1871 bis 1987 beruhen auf Volkszählungen:
| Jahr | Einwohner |
| ---- | --------- |
| 1815 | 191       |
| 1835 | 235       |
| 1871 | 269       |
| 1905 | 247       |
| 1939 | 291       |
| 1950 | 322       |
| 1961 | 232       |

| Jahr | Einwohner |
| ---- | --------- |
| 1970 | 248       |
| 1987 | 280       |
| 1997 | 314       |
| 2005 | 289       |
| 2011 | 252       |
| 2017 | 225       |
| 2023 | 258       |

## Politik

### Gemeinderat
Der Gemeinderat in Rockeskyll besteht aus sechs Ratsmitgliedern, die bei der Kommunalwahl am 9. Juni 2024 in einer Mehrheitswahl gewählt wurden, und dem ehrenamtlichen Ortsbürgermeister als Vorsitzendem.

### Bürgermeister
Marcel Ballmann wurde am 16. Juli 2019 Ortsbürgermeister von Rockeskyll. Da bei der Direktwahl am 26. Mai 2019 kein Bewerber angetreten war, oblag die Neuwahl des Bürgermeisters gemäß rheinland-pfälzischer Gemeindeordnung dem Rat, der sich in seiner konstituierenden Sitzung einstimmig für Ballmann entschied. Da auch bei der Direktwahl am 9. Juni 2024 kein Wahlvorschlag eingereicht wurde, erfolgte die Neuwahl erneut durch den Ortsgemeinderat. Dieser bestätigte Marcel Ballmann am 16. Juli 2024 für weitere fünf Jahre in seinem Amt.
Ballmanns Vorgänger Volker Oos war 2019 nicht erneut angetreten.

### Wappen
| Wappen von Rockeskyll | Blasonierung: „Von Blau über Silber geteilt, oben eine goldene Waage, unten ein aus je drei roten Fäden gebildetes Gitterkreuz.“ |
| Wappen von Rockeskyll | Wappenbegründung: Die Waage nimmt Bezug auf das alte Marktrecht der Gemeinde. Das Gitterkreuz symbolisiert ein markantes Architekturdetail aus der 1728 errichteten Kirche. Die Farben Rot und Silber weisen auf die frühere Zugehörigkeit des Ortes zu Kurtrier. |

## Kultur und Sehenswürdigkeiten

### Bauwerke

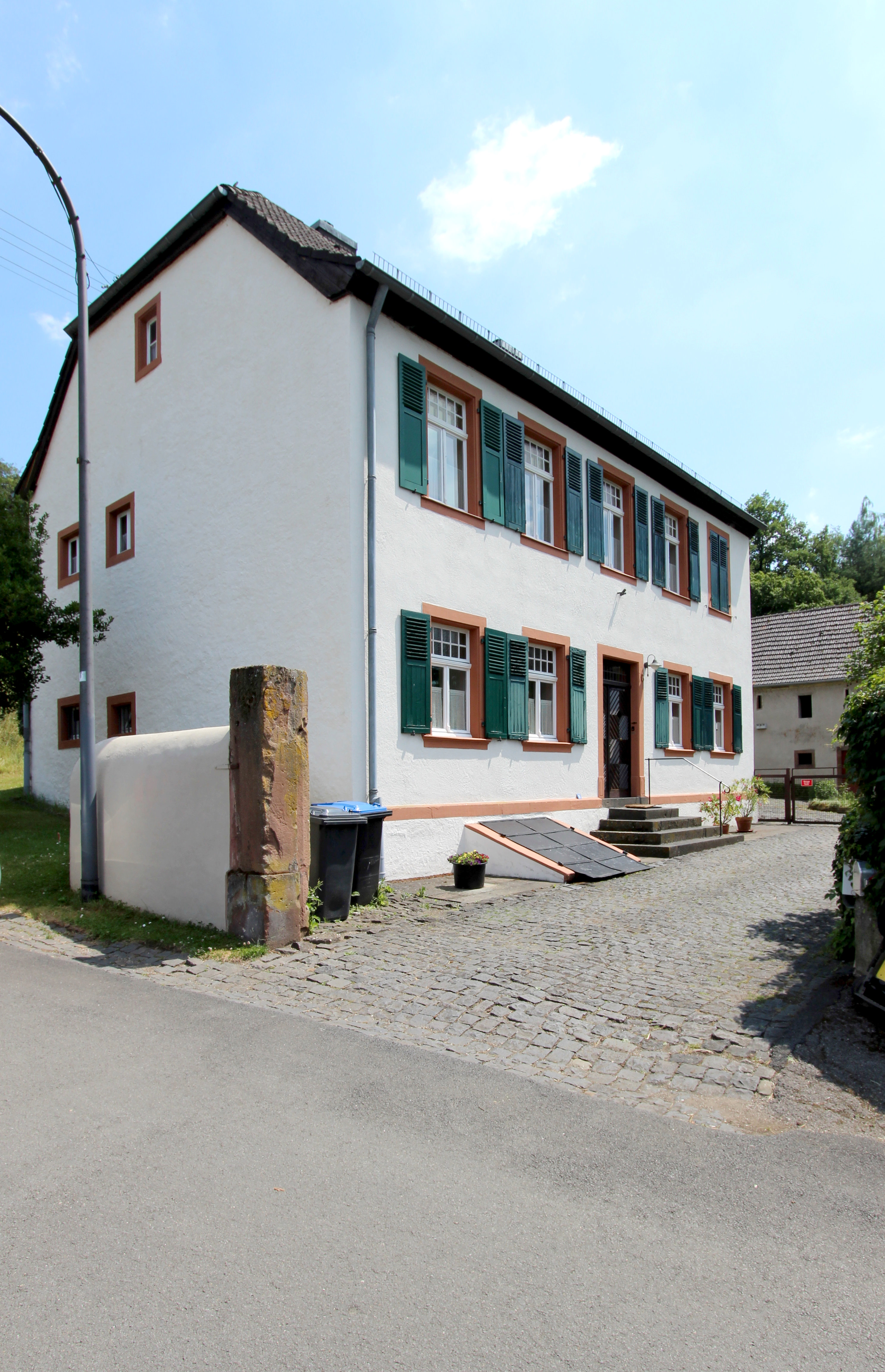
Ehemaliger Pfarrhof von 1826

- Römisch-Katholische Pfarrkirche St. Bartholomäus von 1511 mit barockem Beichtstuhl
- Kreuzwegstationen von 1750 an der Kirchhofsmauer
- Ehemaliger Pfarrhof von 1826 Lage
- Bildstock Antoniushäuschen von 1774, am Rand einer bewaldeten Bergkuppe Lage
- Über das Gemeindegebiet sind einige – teils sehr alte – Wegekreuze verteilt.
- Wegekapelle aus dem 18. oder 19. Jahrhundert, am Ortsausgang in Richtung Hohenfels-Essingen

Siehe auch: Liste der Kulturdenkmäler in Rockeskyll

### Grünflächen und Naherholung

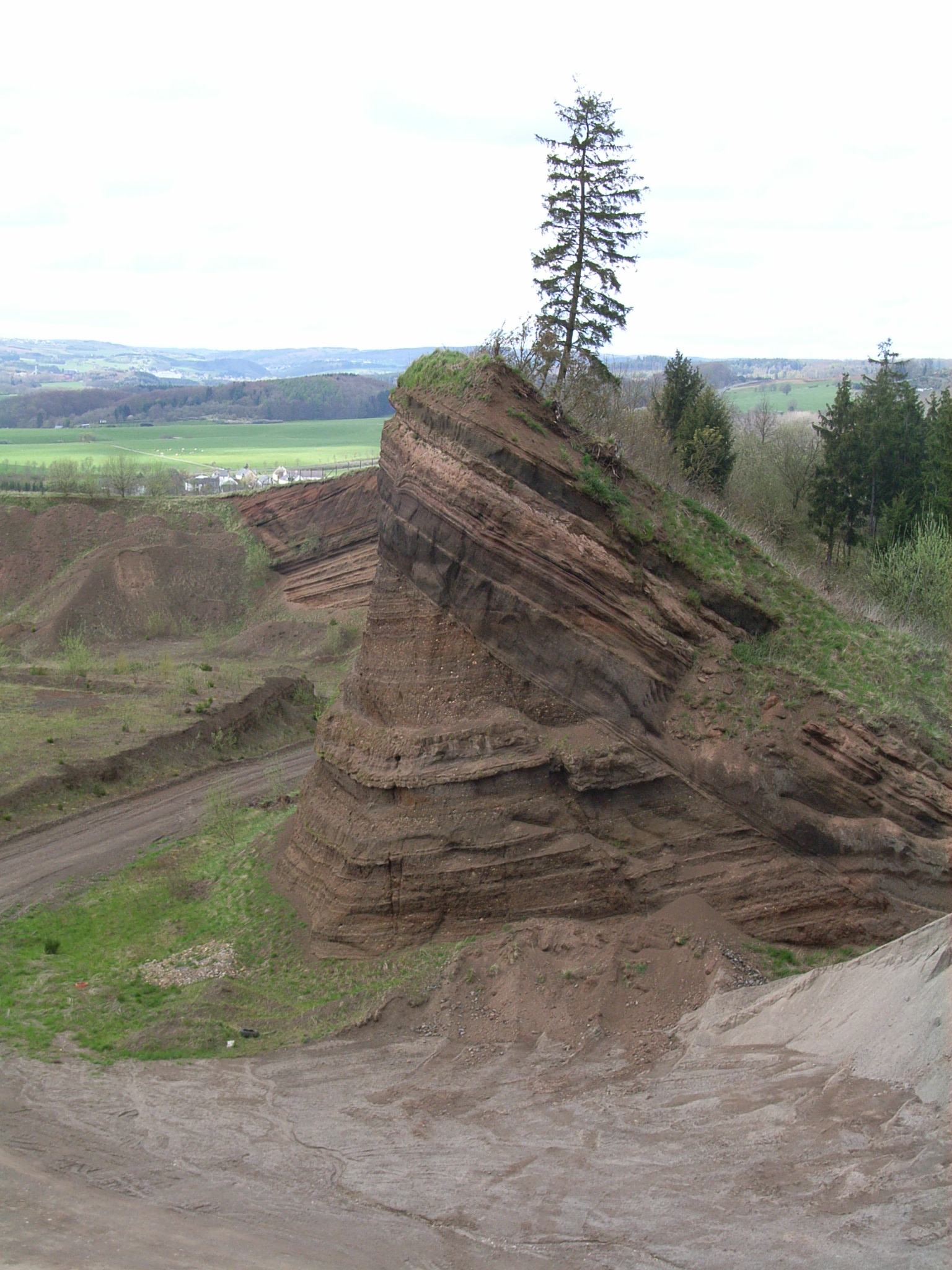
Vulkanische Schichtungen am Naturdenkmal Rockeskyller Kopf

- Der Rockeskyller Kopf ist ein erloschener Vulkankomplex aus der Quartärzeit und ca. 360.000 Jahre alt.
- Zwei von ursprünglich drei alten Eichen, die um 1700 gekeimt haben, bei Dorfstraße 3
- Die Eiche am Schloßbrunnen wurde um 1840 gepflanzt. Lage
- Wanderstrecken in und um Rockeskyll[12][13]

Siehe auch: Liste der Naturdenkmale in Rockeskyll

### Regelmäßige Veranstaltungen
- Jährliches Kirmes- bzw. Kirchweihfest
- Traditionelles Ratschen oder Klappern am Karfreitag und Karsamstag
- Schewe-Sonnisch am ersten Wochenende nach Aschermittwoch (sogenannter Scheibensonntag)[14][15]
- Erntedankfest am 3. Wochenende im September

## Wirtschaft und Verkehr
Rockeskyll liegt unmittelbar an der B 410. Die Landesstraße L 27 führt durch den Ort.